# Caradrina asymmetrica
Caradrina asymmetrica là một loài bướm đêm trong họ Noctuidae.